# Rómulo García
Rómulo García (* 24. März 1927 in Necochea; † 18. Dezember 2005 in Bahía Blanca) war ein argentinischer römisch-katholischer Geistlicher und Erzbischof von Bahía Blanca.

## Leben
García empfing am 10. Dezember 1950 in Necochea die Priesterweihe für das Bistum Mar del Plata. Von 1972 bis 1975 war er Generalvikar des Erzbistums Bahía Blanca.
Papst Paul VI. ernannte ihn am 9. August 1975 zum Titularbischof von Uzita und Weihbischof in Mar del Plata. Eduardo Francisco Pironio, ehemaliger Bischof von Mar del Plata und vier Tage zuvor zum Pro-Präfekten der Kongregation für die Institute geweihten Lebens und für die Gesellschaften apostolischen Lebens ernannt, spendete ihm am 24. September 1975 die Bischofsweihe. Mitkonsekratoren waren Jorge Mayer, Erzbischof von Bahía Blanca, und dessen Amtsvorgänger Germiniano Esorto. Die Weihe fand aufgrund der hohen Zahl der Mitfeiernden im Stadion des Club Estudiantes statt. Am 19. Januar 1976 wurde García von Papst Paul VI. zum Bischof von Mar del Plata ernannt und somit Nachfolger von E. F. Pironio. Am 19. Februar 1976 fand die Amtseinführung statt.
Papst Johannes Paul II. ernannte ihn am 31. Mai 1991 zum Erzbischof von Bahía Blanca. Die Amtseinführung fand am 24. September desselben Jahres statt. Am 15. Juni 2002 nahm Papst Johannes II. seinen Rücktritt an.